# 班霍尔瓦蒂
班霍尔瓦蒂，是匈牙利包尔绍德-奥包乌伊-曾普伦州所辖的一个村。总面积28.48平方公里，总人口1369，人口密度48.1人/平方公里（2011年1月1日）。